# Chapel Allerton

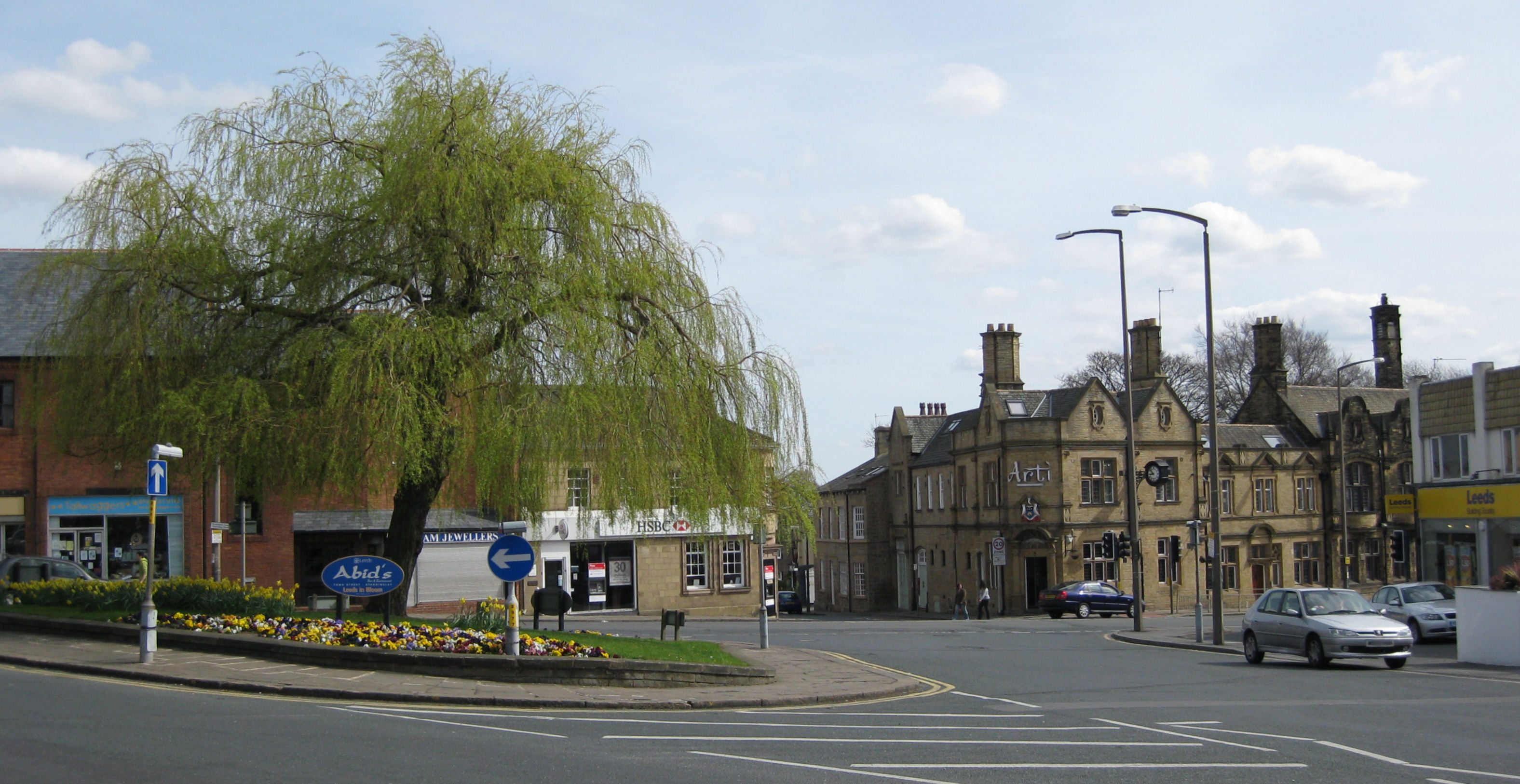
Chapel Allerton.

Chapel Allerton es un área situada en Leeds. Se encuentra alrededor de dos millas al norte del centro de Leeds, West Yorkshire. Se estimaba la población de la zona en 18.206 habitantes en el censo de 2001.

## Transporte
Por la zona pasaban tranvías hasta los años 50. Actualmente solo pasan autobuses hacia Leeds y Harrogate. No hay ferrocarril.

## Servicios

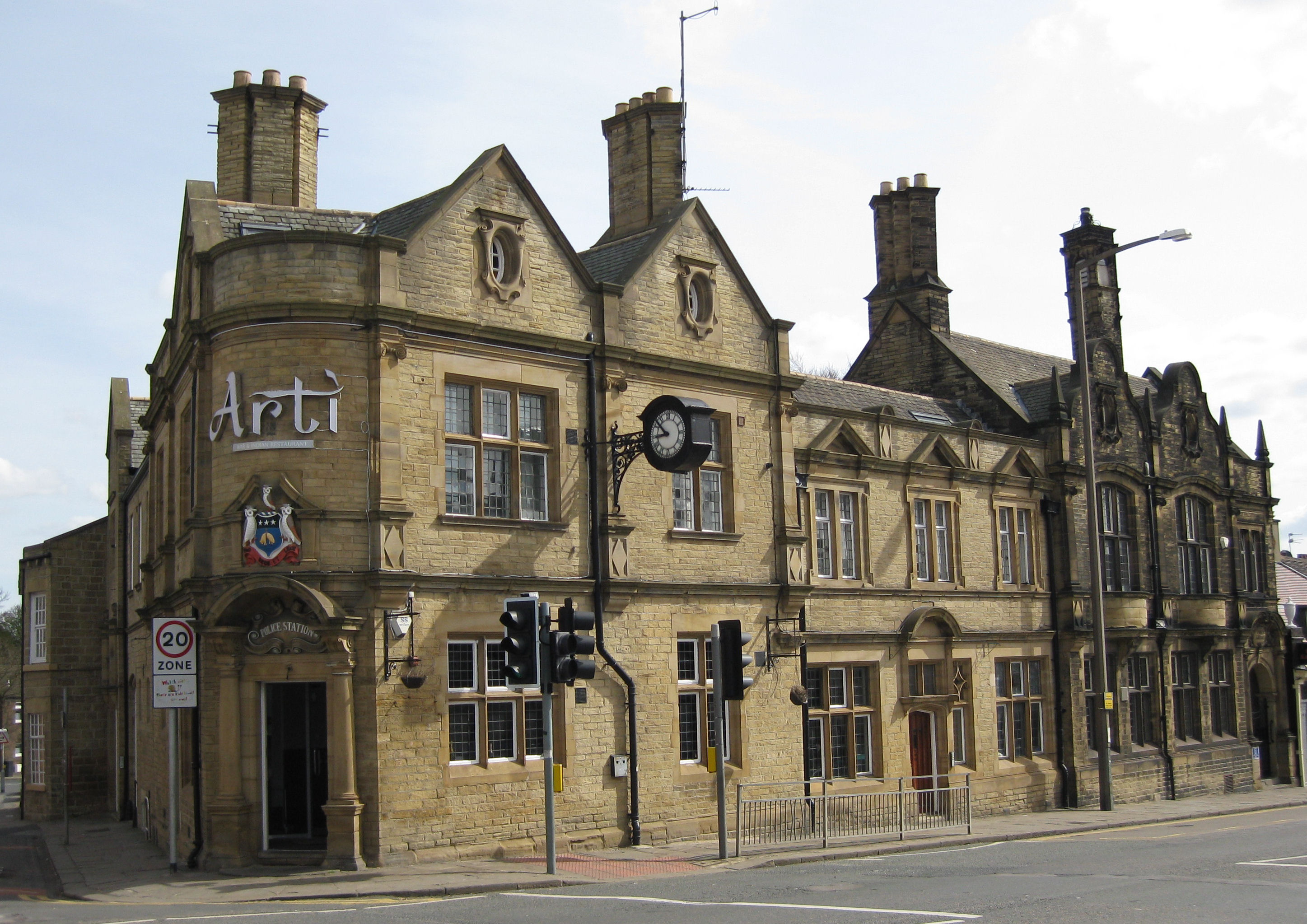
La vieja comisaría de policías (ahora una barra y un restaurante) y la biblioteca.

El área tiene un pequeño supermercado propiedad de Somerfield situado en el centro. Hay muchos pubs, baress y restaurantes, sobre todo dando servicio a la población joven y a gran parte a la población profesional. El ayuntamiento de Leeds ha permitido que muchos de los bares y restaurantes utilicen las aceras para colocar terrazas, dando a la zona una sensación continental.

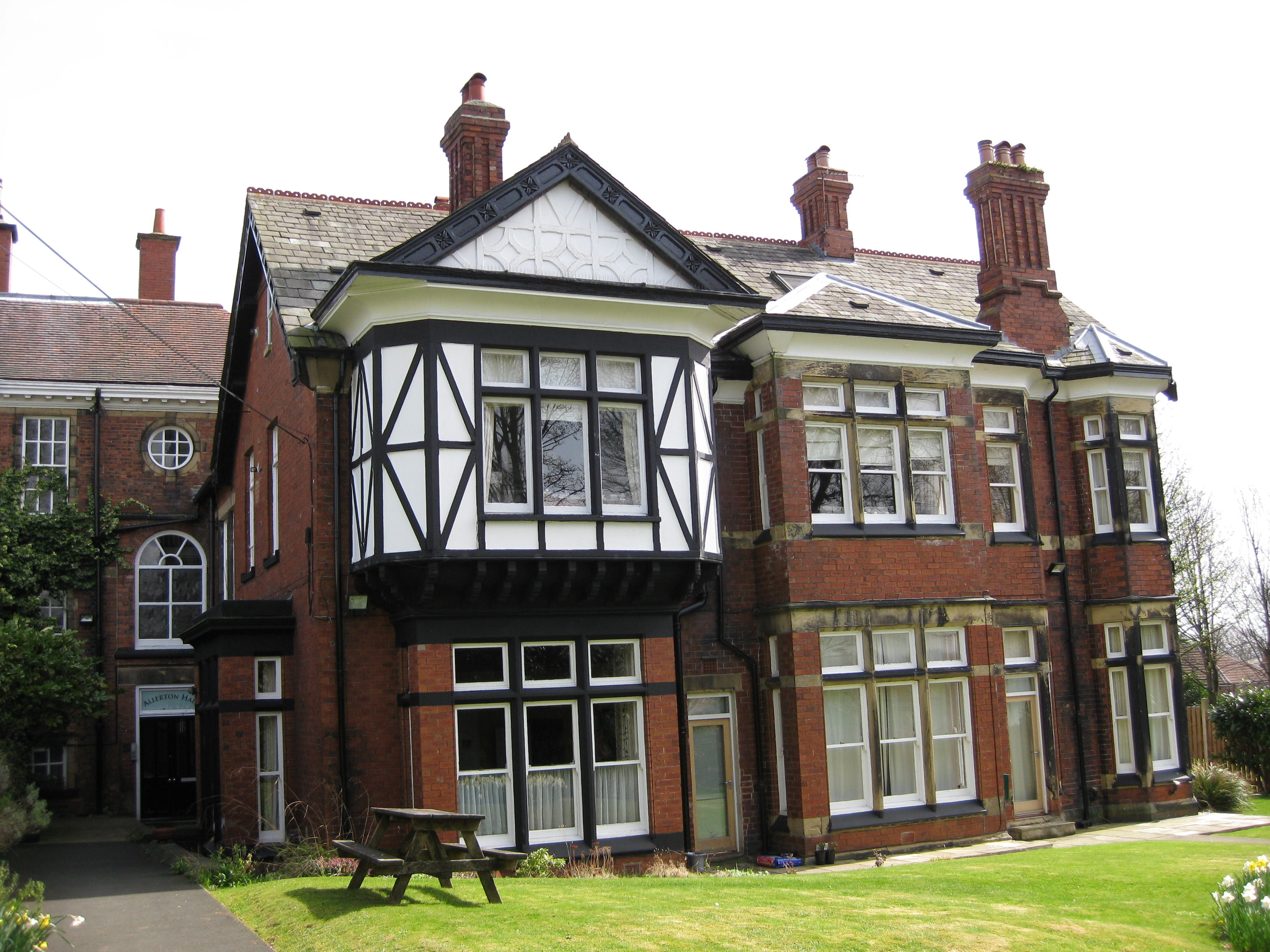
Allerton Pasillo
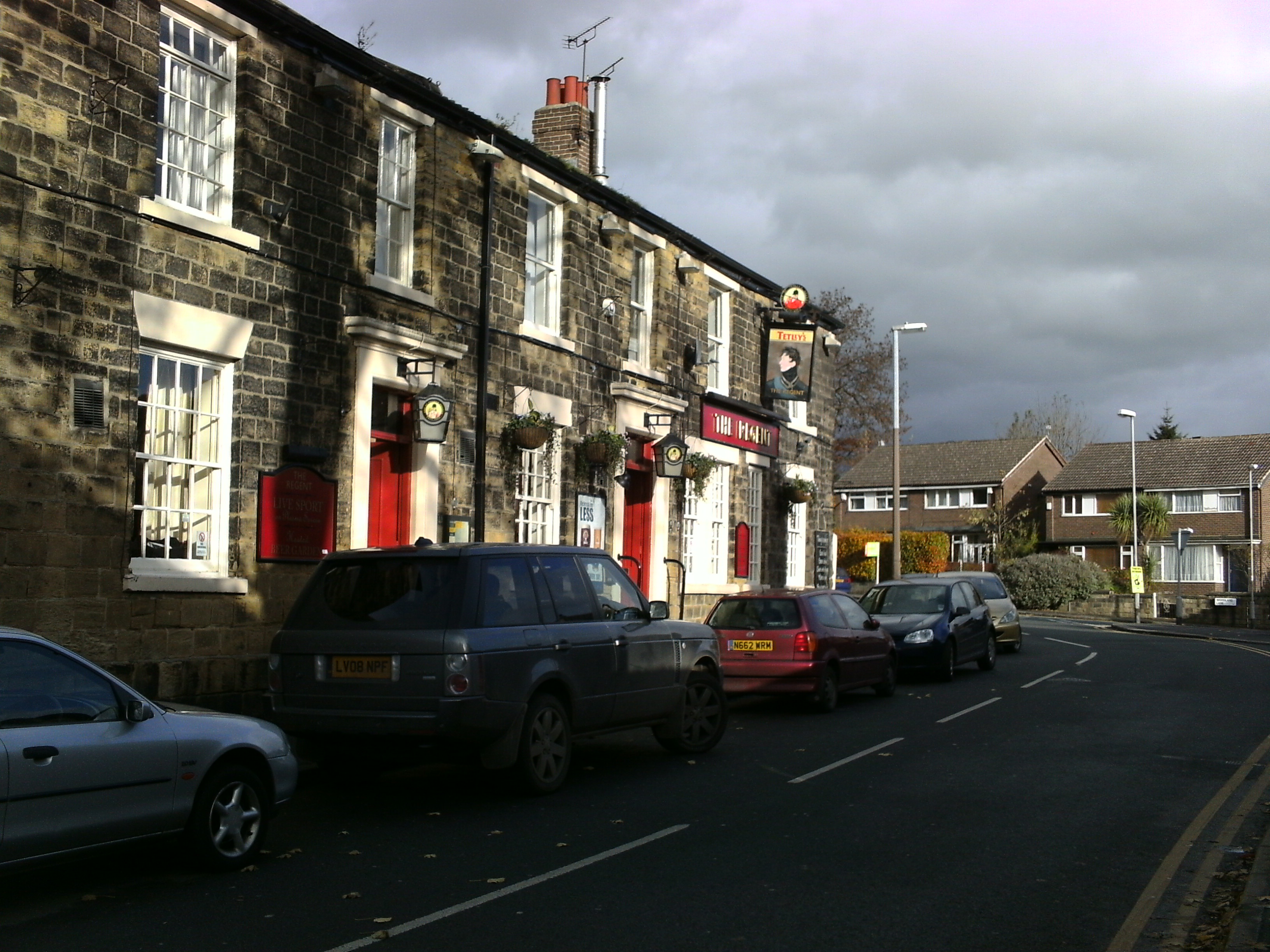
The Regent (bar)
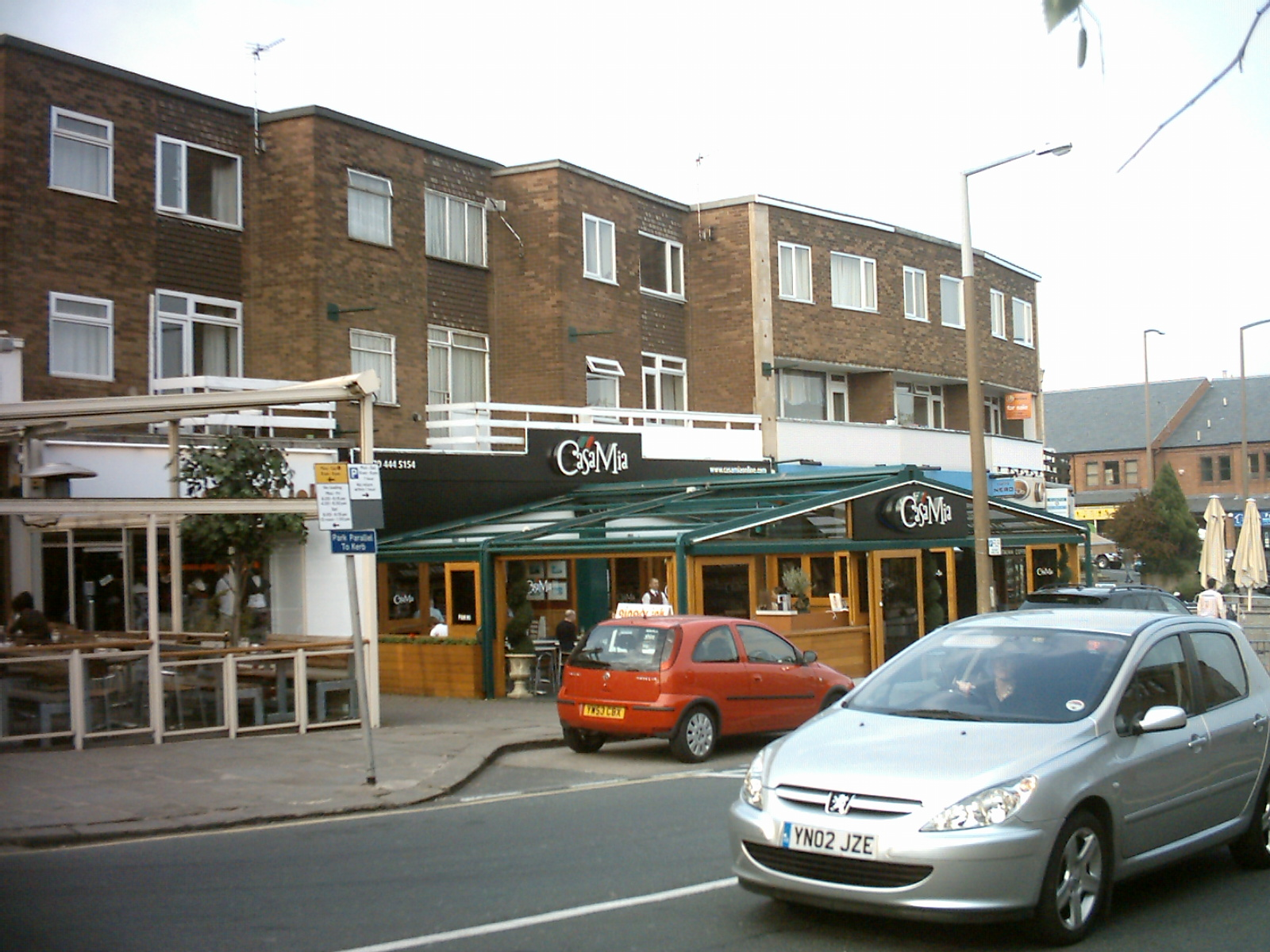
Restaurantes, cafés y barras

- Datos: Q2393670
- Multimedia: Chapel Allerton, Leeds / Q2393670